# Paraspio minuta
Paraspio minuta är en ringmaskart som beskrevs av Hartmann-Schröder 1962. Paraspio minuta ingår i släktet Paraspio och familjen Spionidae. Inga underarter finns listade i Catalogue of Life.